# 1951 год в авиации
Список событий в авиации в 1951 году.

## События
- 9 января — первый полёт экспериментального межконтинентального стратегического бомбардировщика Ту-85.
- 23 марта — первый полёт опытного фронтового разведчика Ту-89.
- 21 февраля — британский бомбардировщик English Electric Canberra стал первым реактивным самолётом, сумевшим перелететь Атлантический океан без дозаправки в течение 4 часов 37 минут.
- 31 июля — первый полёт Ан-4, лёгкого транспортного самолёта на поплавковом шасси.
- 18 октября — первое испытание советской атомной бомбы в атмосфере. Бомба была сброшена с самолёта Ту-4А на Семипалатинском полигоне.
- 4 декабря — первый полёт пилотируемого аналога самолёта-снаряда КС («Комета-3») аналога первой в СССР крылатой ракеты. Полёт выполнил лётчик-испытатель Амет-Хан Султан.
- 15 декабря — постановлением Совета Министров СССР «О создании службы раннего обнаружения самолётов воздушного противника», на базе ВНОС созданы Радиотехнические войска Военно-воздушных сил. Этот день считается Днём Рождения Радиотехнических войск ВВС[1].

### Без точной даты
- На американском бомбардировщике Boeing B-29 Superfortress были установлены три устройства дозаправки в воздухе, что сделало его первым в мире воздушным дозаправщиком с тремя подобными устройствами сразу. Во время одного из вылетов, он заправлял топливом шесть истребителей Глостер Метеор в течение четырёх часов.[2]

## Персоны

### Родились
- 28 января — Каденюк, Леонид Константинович, украинский космонавт, лётчик-испытатель, генерал-майор ВВС Украины.

### Скончались
- 8 июля — Рязанов, Василий Георгиевич, советский военачальник, дважды Герой Советского Союза, генерал-лейтенант авиации, командир 1-го гвардейского штурмового авиакорпуса.